# 鈴木一蔵
鈴木 一蔵（すずき いちぞう、弘治2年8月7日（1556年9月10日） - ?）は、松平元康（後の徳川家康）の庶長子という説がある人物。諱は重康。母親は遠江国磐田郡見附宿の旅籠の娘と言われる。
通説としては家康の長男は松平信康であるが、この人物の存在が事実とすれば信康は次男ということになる。 弘治3年（1557年）正月に家康が築山殿と結婚したことを考えると、築山殿の親類である今川家に取り入るため、一蔵は実子とされなかった可能性がある。
一般的な俗説として家康に庶長子がいたと語られているのみで、一次史料から確認することは一切できない人物であるため、著しく信憑性に乏しい。